# Mastník (vattendrag)
Mastník är ett vattendrag i Tjeckien. Det ligger i den centrala delen av landet, 40 km söder om huvudstaden Prag.